# Монарх чорнохвостий
Монарх чорнохвостий (Symposiachrus verticalis) — вид горобцеподібних птахів родини монархових (Monarchidae). Ендемік Папуа Нової Гвінеї.

## Підвиди
Виділяють два підвиди:
- S. v. ateralbus (Salomonsen, 1964) — острів Дьяул[en];
- S. v. verticalis (Sclater, PL, 1877) — острови архіпелагу Бісмарка.

## Поширення і екологія
Чорнохвості монархи мешкають на островах архіпелагу Бісмарка. Вони живуть у вологих тропічних рівнинних і гірських лісах та в чагарникових заростях.